# Pomarine
Cucurbita pepo pepo
Sous-espèce
Classification phylogénétique
La pomarine, aussi appelée Jack-be-little ou mini-Jack-be est une courge appartenant à l'espèce Cucurbita pepo de la famille des cucurbitacés. La pomarine est originaire de l’État du Colorado, aux États-Unis. C'est aussi le nom de son fruit, de petite taille[à définir], ressemblant à une citrouille miniature.

## Intérêt culinaire
Appréciée pour ses qualités gustatives proches du potimarron, sa petite taille lui permet d'être facilement farcie tout en étant très décorative.

## Culture
La pomarine se plante d'avril à juin pour une récolte de 8 à 20 fruits par pied qui a lieu d'août à octobre.

## Conservation
Les pomarines se conservent quatre à sept mois dans un endroit sec et lumineux.
À conserver entre 10 et 15 °C. Les conditions post-récolte sont très importantes pour maximiser la conservation : récolter par temps sec, séchage au champ ou à l'intérieur (pour la cicatrisation et maturité), coupe du pédoncule entre 5 et 10 cm et conditionnement si possible, une à une sur des barquettes. La pièce doit être ventilée et surveillée pour éliminer les éventuelles courges défectueuses : le point clé est la gestion de l'humidité ; les pomarines comme toutes les courges respirent pendant la période de conservation. Cela entraîne la dégradation du glucose et de la pectine composantes du fruit et par conséquent son ramollissement. Ces conditions sont favorisées par une forte humidité qu'il faut pouvoir maîtriser par un déshumidificateur et une bonne ventilation.